# ベイナスコ
ベイナスコ（伊: Beinasco）は、イタリア共和国ピエモンテ州トリノ県にある、人口約18,000人の基礎自治体（コムーネ）。

## 地理

### 位置・広がり

#### 隣接コムーネ
隣接するコムーネは以下の通り。
- ニケリーノ
- オルバッサーノ
- トリーノ

## 行政

### 分離集落
ベイナスコには、以下の分離集落（フラツィオーネ）がある。
- Borgaretto, Borgo Melano, Le Fornaci

## 姉妹都市
- ピアトラ・ネアムツ、ルーマニア 2001年
- Manilva、スペイン 2009年